# Ятковский, Юрий Вячеславович
Юрий Вячеславович Ятковский (укр. Юрій В'ячеславович Ятковський; 29 января 1924, Киев — 28 января 2020, Симферополь) — советский, украинский и российский театральный режиссёр. Заслуженный деятель искусств УССР (1971), Народный артист УССР.

## Биография
Родился 29 января 1924 года в Киеве. В 1940 году начал обучение в Полтавском автотракторном училище. В 1941 году училище перевели в Пятигорск и Юрию Вячеславовичу пришлось участвовать в боевых действиях. Позже училище перевели в Туркменскую ССР.
В 1945 году поступил в Киевскую студию подготовки актёрских кадров при Академическом театре русской драмы имени Леси Украинки. В 1950 году стал актёром Рязанского областного театра драмы. Позже поступил в ГИТИС, окончил режиссёрский факультет. Сразу после этого в 1959 году стал режиссёром Государственного театра юного зрителя Латвийской ССР.
С 1966 года работал в Киеве. В 1967—1972 годах — главный режиссёр Крымского государственного русского драматического театра им. М. Горького.
С 1971 года — Заслуженный деятель искусств Украины. В 1972—1978 годах — главный режиссёр Крымской областной студии телевидения. С 1978 по 2011 год — режиссёр Крымского украинского театра драмы и комедии.
С 2011 года — преподаватель режиссёрского факультета Крымского филиала Киевского национального университета культуры и искусств в Симферополе. После аннексии Крыма Россией в 2014 году продолжил преподавание, принял российское гражданство.
Юрий Ятковский ставил пьесы Марка Кропивницкого «Пока солнце взойдет», Ю. Германа «Дело, которому ты служил», Н. Хикмета «Всеми забыт», пьесы Максима Горького и другие.
Умер 28 января 2020 года в Симферополе, похоронен там же.

## Театральные работы
Рязанский областной театр драмы (актёр):
- 1950 — Роль Пауль Каалеп, «Два лагеря», А Якобсон;
- 1952 — Роль Карандышев — «Бесприданница», Н. Островский;
- 1953 — Роль граф Федерико -«Собака на сене», Лопе де Вега;
- 1953 — Роль Шишкин — «Мещане», М.Горький.

Режиссёрские работы: Театр юного зрителя в Риге:
- 1961 — Дневник Анны Франк Гудрич Ф., Хаккет А. Режиссёрские работы.

Рязанский областной театр драмы:
- 1950 — Роль Пауль Каалеп, «Два лагеря», А Якобсон.
- 1952 — Роль Карандышев — «Бесприданница», Н. Островский;
- 1953 — Роль граф Федерико -«Собака на сене», Лопе де Вега;
- 1953 — Роль Шишкин — «Мещане», М.Горький.
- 1961 — Дневник Анны Франк Гудрич Ф., Хаккет А.

Рижский русский театр имени Михаила Чехова:
- 1959 — «Карьера», Дж. Ли;
- 1959 — «Лисистрата», Аристофан;
- 1960 — «Хотя и осень», Г.Приеде;
- 1961 — «Остров Афродиты», А.Парнис;
- 1961 — «Один год», Ю. Герман и Б. Рест;
- 1961 — «Четвёртый», К.Симонова;
- 1962 — «Чёрные птицы» («Верность»), Н.Погодин;
- 1963 — «Нас где-то ждут», А.Арбузов;
- 1963 — «Совесть», Д. Павлова;
- 1964 — «В день свадьбы», В.Розов;
- 1964 — «Егор Булычов и другие», М.Горький
- 1964 — «На диком бреге», Б.Полевой;
- 1965 — «Всеми забытый», Н.Хикмет;
- 1966 — «Доходное место», А. Н. Островский.

Крымский драматический театр им. Горького:
- 1966 — «Души прекрасные порывы»;
- 1967 — «Недоросль», Д. И. Фонвизин;
- 1967 — «Пока солнце взойдёт, роса очи выест», М. Кропивницкий;
- 1969 — «Проснись и пой», М. Дьярфаш.
- 1970 — «Яков Богомолов», М. Горький.

Крымский украинский театр:
- 1978 — «Тогда в Севилье», С. Алёшин;
- 1981 — «Старая дева», И. Шток;
- 1985 — «Поздняя серенада», А. Арбузов;
- 1985 — «В этом милом старом доме». Ю. Рыбчинский;
- 1986 — «Дамы и гусары», А. Фредро;
- 1990 — «Белоснежка и семь гномов», Л. Устинов, О. Табакова;
- 1990 — «Чужой» Л. Никоненко.

## Награды
- Медаль «За преданное служение театру» (2017)